# Plavání na mistrovství Evropy v plaveckých sportech 1987
Závody v plavání na mistrovství Evropy v plaveckých sportech za rok 1987 proběhly v Štrasburku, Francie ve dnech 16. až 23. srpna 1987.

## Výsledky

### Individuální disciplíny
| Muži                 | Zlato                    | Zlato    | Stříbro                         | Stříbro  | Bronz                       | Bronz    |
| -------------------- | ------------------------ | -------- | ------------------------------- | -------- | --------------------------- | -------- |
| 50 m volný způsob    | Jörg Woithe (GDR)        | 22,66    | Gennadij Prigoda (URS)          | 22,73    | Stéfan Voléry (SUI)         | 22,75    |
| 100 m volný způsob   | Sven Lodziewski (GDR)    | 49,79    | Stéphan Caron (FRA)             | 49,88    | Dirk Richter (GDR)          | 50,35    |
| 200 m volný způsob   | Anders Holmertz (SWE)    | 1:48,44  | Giorgio Lamberti (ITA)          | 1:48,68  | Michael Gross (FRG)         | 1:49,02  |
| 400 m volný způsob   | Uwe Dassler (GDR)        | 3:48,95  | Rainer Henkel (FRG)             | 3:49,28  | Thomas Fahrner (FRG)        | 3:49,82  |
| 1500 m volný způsob  | Rainer Henkel (FRG)      | 15:02,23 | Uwe Dassler (GDR)               | 15:02,30 | Stefan Pfeiffer (FRG)       | 15:03,06 |
| 100 m znak           | Sergej Zabolotnov (URS)  | 56,06    | Frank Baltrusch (GDR)           | 56,40    | Frank Hoffmeister (FRG)     | 56,71    |
| 200 m znak           | Sergej Zabolotnov (URS)  | 1:59,35  | Igor Poljanskij (URS)           | 1:59,37  | Frank Baltrusch (GDR)       | 2:00,22  |
| 100 m motýlek        | Andrew Jameson (GBR)     | 53,62    | Michael Gross (FRG)             | 53,76    | Benny Nielsen (DEN)         | 54,08    |
| 200 m motýlek        | Michael Gross (FRG)      | 1:57,59  | Benny Nielsen (DEN)             | 1:57,74  | Vadym Jaroščuk (URS)        | 1:58,51  |
| 100 m prsa           | Adrian Moorhouse (GBR)   | 1:02,13  | Dmitrij Volkov (URS)            | 1:02,43  | Gianni Minervini (ITA)      | 1:02,66  |
| 200 m prsa           | József Szabó (HUN)       | 2:13,87  | Sergej Sokolovskij (URS)        | 2:14,97  | Adrian Moorhouse (GBR)      | 2:15,78  |
| 200 m polohový závod | Tamás Darnyi (HUN)       | 2:00,56  | Vadym Jaroščuk (URS)            | 2:01,67  | Raik Hannemann (GDR)        | 2:02,30  |
| 400 m polohový závod | Tamás Darnyi (HUN)       | 4:15,42  | József Szabó (HUN)              | 4:18,30  | Patrick Kühl (GDR)          | 4:18,62  |
| Ženy                 | Zlato                    | Zlato    | Stříbro                         | Stříbro  | Bronz                       | Bronz    |
| 50 m volný způsob    | Tamara Costacheová (ROU) | 25,50    | Katrin Meißnerová (GDR)         | 25,65    | Christiane Pielkeová (FRG)  | 25,88    |
| 100 m volný způsob   | Kristin Ottová (GDR)     | 55,38    | Manuela Stellmachová (GDR)      | 55,49    | Tamara Costacheová (ROU)    | 56,11    |
| 200 m volný způsob   | Heike Friedrichová (GDR) | 1:58,24  | Manuela Stellmachová (GDR)      | 1:58,95  | Luminița Dobrescuová (ROU)  | 2:00,87  |
| 400 m volný způsob   | Heike Friedrichová (GDR) | 4:06,39  | Astrid Straußová (GDR)          | 4:07,71  | Stela Puraová (ROU)         | 4:09,65  |
| 800 m volný způsob   | Anke Möhringová (GDR)    | 8:19,53  | Astrid Straußová (GDR)          | 8:32,24  | Judit Csabaiová (HUN)       | 8:37,71  |
| 100 m znak           | Kristin Ottová (GDR)     | 1:01.86  | Svenja Schlichtová (FRG)        | 1:02.21  | Kathrin Zimmermannová (GDR) | 1:02.55  |
| 200 m znak           | Cornelia Sirchová (GDR)  | 2:10,20  | Kathrin Zimmermannová (GDR)     | 2:12,23  | Svenja Schlichtová (FRG)    | 2:12,72  |
| 100 m motýlek        | Kristin Ottová (GDR)     | 59,52    | Birte Weigangová (GDR)          | 59,59    | Catherine Plewinská (FRA)   | 59,89    |
| 200 m motýlek        | Kathleen Nordová (GDR)   | 2:08,85  | Birte Weigangová (GDR)          | 2:09,60  | Stela Puraová (ROU)         | 2:11,56  |
| 100 m prsa           | Silke Hörnerová (GDR)    | 1:07,91  | Manuela Dallaová-Valleová (ITA) | 1:09,66  | Sylvia Geraschová (GDR)     | 1:09,83  |
| 200 m prsa           | Silke Hörnerová (GDR)    | 2:27,49  | Ingrid Lempereurová (BEL)       | 2:29,79  | Svetlana Kuzminová (URS)    | 2:29,88  |
| 200 m polohový závod | Cornelia Sirchová (GDR)  | 2:15,04  | Daniela Hungerová (GDR)         | 2:15,27  | Noëmi Lungová (ROU)         | 2:15,84  |
| 400 m polohový závod | Noëmi Lungová (ROU)      | 4:40,21  | Jelena Děnděberovová (URS)      | 4:42,62  | Kathleen Nordová (GDR)      | 4:44,09  |

### Štafety
| Muži                   | Zlato | Zlato   | Stříbro | Stříbro | Bronz | Bronz   |
| ---------------------- | --- | ------- | --- | ------- | --- | ------- |
| 4×100 m volný způsob   | Východní Německo (GDR) (Dirk Richter, Thomas Flemming, Steffen Zesner, Sven Lodziewski, (r)Olaf Ahlers)                                                                 | 3:19,17 | Západní Německo (FRG) (Peter Sitt, Michael Gross, Rolf-Dieter Maltzahn, Thomas Fahrner, (r)Erik Hochstein, (r)Stefan Pfeiffer)       | 3:20,51 | Sovětský svaz (URS) (Gennadij Prigoda, Vladimir Šemetov, Veniamin Tajanovič, Volodymyr Tkačenko, (r)Sergej Smirjagin)                      | 3:21,14 |
| 4×200 m volný způsob   | Západní Německo (FRG) (Peter Sitt, Rainer Henkel, Thomas Fahrner, Michael Gross, (r)Stefan Pfeiffer, (r)Erik Hochstein)                                                 | 7:13,10 | Východní Německo (GDR) (Lars Hinneburg, Thomas Flemming, Steffen Zesner, Sven Lodziewski, (r)Uwe Dassler, (r)Dirk Richter)           | 7:14,27 | Švédsko (SWE) (Tommy Werner, Michael Söderlund, Anders Holmertz, Markus Eriksson, (r)Thomas Lejdström, (r)Ulf Eriksson, (r)Stefan Persson) | 7:21,31 |
| 4×100 m polohový závod | Sovětský svaz (URS) (Igor Poljanskij, Dmitrij Volkov, Konstantin Petrov, Gennadij Prigoda, (r)Sergej Sokolovskij, (r)Vladimir Kovalskij, (r)Volodymyr Tkačenko)         | 3:41,51 | Spojené království (GBR) (Neil Cochran, Adrian Moorhouse, Andrew Jameson, Roland Lee)                                                | 3:42,01 | Východní Německo (GDR) (Frank Baltrusch, Christian Poswiat, Thomas Dreßler, Sven Lodziewski, (r)Steffen Zesner)                            | 3:43,90 |
| Ženy                   | Zlato | Zlato   | Stříbro | Stříbro | Bronz | Bronz   |
| 4×100 m volný způsob   | Východní Německo (GDR) (Kristin Ottová, Manuela Stellmachová, Katrin Meißnerová, Heike Friedrichová, (r)Regina Dittmannová, (r)Daniela Hungerová)                       | 3:42,58 | Nizozemsko (NED) (Marianne Muisová, Diane van der Plaatsová, Mildred Muisová, Karin Brienesseová, (r)Ingrid Baarsová)                | 3:45,93 | Západní Německo (FRG) (Stephanie Bofingerová, Svenja Schlichtová, Christiane Pielkeová, Karin Seicková)                                    | 3:46,49 |
| 4×200 m volný způsob   | Východní Německo (GDR) (Manuela Stellmachová, Astrid Straußová, Anke Möhringová, Heike Friedrichová, (r)Daniela Hungerová, (r)Katrin Meißnerová, (r)Regina Dittmannová) | 7:55,47 | Rumunská socialistická republika (ROU) (Luminița Dobrescuová, Stela Puraová, Anca Pătrășcoiuová, Noëmi Lungová, (r)Livia Copariuová) | 8:09,15 | Západní Německo (FRG) (Svenja Schlichtová, Heike Höllerová, Julia Lebeková, Birgit Lohbergová, (r)Stephanie Bofingerová)                   | 8:09,89 |
| 4×100 m polohový závod | Východní Německo (GDR) (Kristin Ottová, Silke Hörnerová, Birte Weigangová, Manuela Stellmachová)                                                                        | 4:04,05 | Itálie (ITA) (Lorenza Vigaraniová, Manuela Dallaová-Valleová, Ilaria Tocchiniová, Silvia Persiová, (r)Manuela Carosiová)             | 4:10,04 | Západní Německo (FRG) (Svenja Schlichtová, Britta Dahmová, Susanne Schusterová, Christiane Pielkeová, (r)Marion Zollerová)                 | 4:10,92 |

## Medailová bilance
V plavání se rozdělilo celkem 32 sad medailí.
| Pořadí | Stát                                   |       | Muži    | Muži  | Muži  |         | Ženy  | Ženy  | Ženy    |       | Muži + Ženy | Muži + Ženy | Muži + Ženy | Celkem |
| Pořadí | Stát                                   | Zlato | Stříbro | Bronz | Zlato | Stříbro | Bronz | Zlato | Stříbro | Bronz |             |             |             | Celkem |
| ------ | -------------------------------------- | ----- | ------- | ----- | ----- | ------- | ----- | ----- | ------- | ----- | ----------- | ----------- | ----------- | ------ |
| 1.     | Východní Německo (GDR)                 |       | 4       | 3     | 5     |         | 14    | 9     | 3       |       | 18          | 12          | 8           | 38     |
| 2.     | Sovětský svaz (URS)                    |       | 3       | 5     | 2     |         | 0     | 1     | 1       |       | 3           | 6           | 3           | 12     |
| 3.     | Západní Německo (FRG)                  |       | 3       | 3     | 4     |         | 0     | 1     | 5       |       | 3           | 4           | 9           | 16     |
| 4.     | Maďarská lidová republika (HUN)        |       | 3       | 1     | 0     |         | 0     | 0     | 1       |       | 3           | 1           | 1           | 5      |
| 5.     | Rumunská socialistická republika (ROU) |       | 0       | 0     | 0     |         | 2     | 1     | 5       |       | 2           | 1           | 5           | 8      |
| 6.     | Spojené království (GBR)               |       | 2       | 1     | 1     |         | 0     | 0     | 0       |       | 2           | 1           | 1           | 4      |
| 7.     | Švédsko (SWE)                          |       | 1       | 0     | 1     |         | 0     | 0     | 0       |       | 1           | 0           | 1           | 2      |
| 8.     | Itálie (ITA)                           |       | 0       | 1     | 1     |         | 0     | 2     | 0       |       | 0           | 3           | 1           | 4      |
| 9.     | Francie (FRA)                          |       | 0       | 1     | 0     |         | 0     | 0     | 1       |       | 0           | 1           | 1           | 2      |
| 9.     | Dánsko (DEN)                           |       | 0       | 1     | 1     |         | 0     | 0     | 0       |       | 0           | 1           | 1           | 2      |
| 11.    | Nizozemsko (NED)                       |       | 0       | 0     | 0     |         | 0     | 1     | 0       |       | 0           | 1           | 0           | 1      |
| 11.    | Belgie (BEL)                           |       | 0       | 0     | 0     |         | 0     | 1     | 0       |       | 0           | 1           | 0           | 1      |
| 13.    | Švýcarsko (SUI)                        |       | 0       | 0     | 1     |         | 0     | 0     | 0       |       | 0           | 0           | 1           | 1      |
| Celkem | Celkem                                 |       | 16      | 16    | 16    |         | 16    | 16    | 16      |       | 32          | 32          | 32          | 96     |